# Giải bóng đá Ngoại hạng Israel
Giải bóng đá Ngoại hạng Israel (tiếng Hebrew: ליגת העל, Ligat HaAl, n.đ. 'The Super League') là một giải bóng đá chuyên nghiệp tại Israel và là giải đấu cao nhất trong hệ thống giải bóng đá của Israel. Giải đấu có sự tham gia của 14 câu lạc bộ và hoạt động theo hệ thống thăng hạng và xuống hạng với hạng đấu thứ hai là Liga Leumit. Các mùa giải diễn ra từ tháng 8 đến tháng 5 năm sau, với các đội chơi từ 33 đến 36 trận mỗi đội, tổng cộng là 240 trận trong mỗi mùa giải.
Giải đấu được thành lập vào năm 1999 sau quyết định của Hiệp hội bóng đá Israel thành lập một giải đấu mới. Giải đấu này cũng được xếp hạng thứ 15 trong hệ số UEFA của các giải đấu dựa trên thành tích tại các giải đấu châu Âu trong 5 năm qua.
Kể từ năm 1932, tổng cộng 15 câu lạc bộ đã đăng quang ở Giải vô địch Israel. Trong số ba mươi câu lạc bộ đã tham gia thi đấu kể từ khi Giải bóng đá Ngoại hạng Israel ra đời vào năm 1999, sáu câu lạc bộ đã giành được chức vô địch: Beitar Jerusalem (2 lần), Hapoel Be'er Sheva (3 lần), Hapoel Tel Aviv (2 lần), Maccabi Haifa (10 lần), Maccabi Tel Aviv (8 lần) và Ironi Kiryat Shmona (1 lần).

## Các đội bóng vô địch

### Premier League (1999–nay)
Khi Giải bóng đá Ngoại hạng Israel trở thành giải đấu hàng đầu của bóng đá Israel vào năm 1999–2000, Liga Leumit trở thành giải đấu hạng hai. Kể từ đó, chỉ có 6 câu lạc bộ giành được danh hiệu: Hapoel Tel Aviv, Ironi Kiryat Shmona, Hapoel Be'er Sheva, Maccabi Haifa, Maccabi Tel Aviv và Beitar Jerusalem. Hapoel Tel Aviv, Maccabi Haifa, Maccabi Tel Aviv và Beitar Jerusalem đôi khi được gọi là "Big Four" ("Tứ Đại") của bóng đá Israel.
Đã giành được bảy danh hiệu trong 20 mùa giải của giải đấu, câu lạc bộ thành công nhất trong giai đoạn này là Maccabi Haifa; trong cùng thời gian đó, Maccabi Tel Aviv đã thêm sáu danh hiệu vào tổng số của họ, Hapoel Be'er Sheva thêm ba chức vô địch, trong khi Beitar Jerusalem và Hapoel Tel Aviv đã giành được hai chức vô địch mỗi đội. Mặc dù Hapoel Tel Aviv chỉ kết thúc ở vị trí đầu bảng xếp hạng hai lần kể từ năm 1999 — vào năm 1999–2000 và mười năm sau đó vào năm 2009–10 — họ đã giành được cú đúp trong cả hai lần.
Thành tích này được Beitar Jerusalem sánh ngang vào năm 2007–08. Ironi Kiryat Shmona đã giành chức vô địch đầu tiên của họ trong mùa giải 2011–12, qua đó trở thành đội miền Bắc đầu tiên giành chức vô địch. Cả Maccabi Tel Aviv và Hapoel Be'er Sheva đều đã giành được ba danh hiệu liên tiếp.
Khóa
| dagger | Giành được Cúp quốc gia Israel trong cùng mùa giải. (trước 1948)   |
| ‡      | Giành được Cúp Liên đoàn trong cùng mùa giải. (từ 1984)            |
| §      | Giành được cả hai chiếc cúp trong cùng một mùa giải.               |
| (lần)  | Tổng số lần vô địch mà câu lạc bộ giành được được ghi trong ngoặc. |

| Mùa       | Vô địch (lần)             | Á quân              | Hạng ba               | Vua phá lưới (đội)                                                                                 | Số bàn |
| --------- | ------------------------- | ------------------- | --------------------- | -------------------------------------------------------------------------------------------------- | ------ |
| 1999–2000 | Hapoel Tel Aviv (11)      | Maccabi Haifa       | Hapoel Petah Tikva    | Assi Tubi (Maccabi Petah Tikva)                                                                    | 27     |
| 2000–01   | Maccabi Haifa (6)         | Hapoel Tel Aviv     | Hapoel Haifa ‡        | Avi Nimni (Maccabi Tel Aviv)                                                                       | 25     |
| 2001–02   | Maccabi Haifa (7)         | Hapoel Tel Aviv ‡   | Maccabi Tel Aviv      | Kobi Refua (Maccabi Petah Tikva)                                                                   | 18     |
| 2002–03   | Maccabi Tel Aviv (19)     | Maccabi Haifa ‡     | Hapoel Tel Aviv       | Yaniv Abargil (Hapoel Kfar Saba) Shay Holtzman (Ironi Rishon LeZion/F.C. Ashdod)                   | 18     |
| 2003–04   | Maccabi Haifa (8)         | Maccabi Tel Aviv    | Maccabi Petah Tikva ‡ | Ofir Haim (Hapoel Be'er Sheva) Shay Holtzman (F.C. Ashdod)                                         | 16     |
| 2004–05   | Maccabi Haifa (9)         | Maccabi Petah Tikva | F.C. Ashdod           | Roberto Colautti (Maccabi Haifa)                                                                   | 19     |
| 2005–06   | Maccabi Haifa (10) ‡      | Hapoel Tel Aviv     | Beitar Jerusalem      | Shay Holtzman (F.C. Ashdod)                                                                        | 18     |
| 2006–07   | Beitar Jerusalem (5)      | Maccabi Netanya     | Maccabi Tel Aviv      | Yaniv Azran (F.C. Ashdod)                                                                          | 15     |
| 2007–08   | Beitar Jerusalem (6)      | Maccabi Netanya     | Ironi Kiryat Shmona   | Samuel Yeboah (Hapoel Kfar Saba)                                                                   | 15     |
| 2008–09   | Maccabi Haifa (11)        | Hapoel Tel Aviv     | Beitar Jerusalem      | Barak Yitzhaki (Beitar Jerusalem) Shimon Abuhatzira (Hapoel Petah Tikva) Eliran Atar (Bnei Yehuda) | 14     |
| 2009–10   | Hapoel Tel Aviv (13)      | Maccabi Haifa       | Maccabi Tel Aviv      | Shlomi Arbeitman (Maccabi Haifa)                                                                   | 28     |
| 2010–11   | Maccabi Haifa (12)        | Hapoel Tel Aviv     | Maccabi Tel Aviv      | Toto Tamuz (Hapoel Tel Aviv)                                                                       | 21     |
| 2011–12   | Ironi Kiryat Shmona (1) ‡ | Hapoel Tel Aviv     | Bnei Yehuda           | Ahmad Saba'a (Maccabi Netanya)                                                                     | 20     |
| 2012–13   | Maccabi Tel Aviv (20)     | Maccabi Haifa       | Hapoel Tel Aviv       | Eliran Atar (Maccabi Tel Aviv)                                                                     | 22     |
| 2013–14   | Maccabi Tel Aviv (21)     | Hapoel Be'er Sheva  | Ironi Kiryat Shmona   | Eran Zahavi (Maccabi Tel Aviv)                                                                     | 29     |
| 2014–15   | Maccabi Tel Aviv (22) §   | Ironi Kiryat Shmona | Hapoel Be'er Sheva    | Eran Zahavi (Maccabi Tel Aviv)                                                                     | 27     |
| 2015–16   | Hapoel Be'er Sheva (3)    | Maccabi Tel Aviv    | Beitar Jerusalem      | Eran Zahavi (Maccabi Tel Aviv)                                                                     | 35     |
| 2016–17   | Hapoel Be'er Sheva (4) ‡  | Maccabi Tel Aviv    | Beitar Jerusalem      | Viðar Örn Kjartansson (Maccabi Tel Aviv)                                                           | 19     |
| 2017–18   | Hapoel Be'er Sheva (5)    | Maccabi Tel Aviv ‡  | Beitar Jerusalem      | Dia Saba (Maccabi Netanya)                                                                         | 24     |
| 2018–19   | Maccabi Tel Aviv (23) ‡   | Maccabi Haifa       | Hapoel Be'er Sheva    | Ben Sahar (Hapoel Be'er Sheva)                                                                     | 15     |
| 2019–20   | Maccabi Tel Aviv (24)     | Maccabi Haifa       | Beitar Jerusalem ‡    | Nikita Rukavytsya (Maccabi Haifa)                                                                  | 22     |
| 2020–21   | Maccabi Haifa (13)        | Maccabi Tel Aviv §  | F.C. Ashdod           | Nikita Rukavytsya (Maccabi Haifa)                                                                  | 19     |
| 2021–22   | Maccabi Haifa (14) ‡      | Hapoel Be'er Sheva  | Maccabi Tel Aviv      | Omer Atzili (Maccabi Haifa)                                                                        | 20     |
| 2022–23   | Maccabi Haifa (15)        | Hapoel Be'er Sheva  | Maccabi Tel Aviv      | Omer Atzili (Maccabi Haifa)                                                                        | 21     |
| 2023–24   | Maccabi Tel Aviv (25) ‡   | Maccabi Haifa       | Hapoel Be'er Sheva    | Dean David (Maccabi Haifa) Eran Zahavi (Maccabi Tel Aviv)                                          | 20     |
| 2024–25   | Maccabi Tel Aviv (26) ‡   | Hapoel Be'er Sheva  | Maccabi Haifa         | Guy Melamed (Hapoel Haifa/ Maccabi Haifa)                                                          | 21     |

## Thống kê

### Theo câu lạc bộ
Một ngôi sao được trao cho mỗi năm danh hiệu.
| Câu lạc bộ                  | Vô địch | Á quân | Mùa vô địch |
| --------------------------- | ------- | ------ | --- |
| Maccabi Tel Aviv ⭐⭐⭐⭐⭐ | 26      | 12     | 1935–36, 1937, 1939, 1941–42, 1946–47, 1949–50, 1951–52, 1953–54, 1955–56, 1957–58, 1966–68, 1969–70, 1971–72, 1976–77, 1978–79, 1991–92, 1994–95, 1995–96, 2002–03, 2012–13, 2013–14, 2014–15, 2018–19, 2019–20, 2023–24, 2024-25 |
| Maccabi Haifa ⭐⭐⭐        | 15      | 10     | 1983–84, 1984–85, 1988–89, 1990–91, 1993–94, 2000–01, 2001–02, 2003–04, 2004–05, 2005–06, 2008–09, 2010–11, 2020–21, 2021–22, 2022–23                                                                                              |
| Hapoel Tel Aviv ⭐⭐        | 13      | 16     | 1933–34, 1940, 1943–44, 1956–57, 1965–66, 1968–69, 1980–81, 1985–86, 1987–88, 1999–2000, 2009–10 |
| Hapoel Petah Tikva ⭐       | 6       | 10     | 1954–55, 1958–59, 1959–60, 1960–61, 1961–62, 1962–63 |
| Beitar Jerusalem ⭐         | 6       | 6      | 1986–87, 1992–93, 1996–97, 1997–98, 2006–07, 2007–08 |
| Maccabi Netanya ⭐          | 5       | 5      | 1970–71, 1973–74, 1977–78, 1979–80, 1982–83 |
| Hapoel Be'er Sheva ⭐       | 5       | 3      | 1974–75, 1975–76, 2015–16, 2016–17, 2017–18 |
| Hakoah Ramat Gan            | 2       | —      | 1964–65, 1972–73 |
| Bnei Yehuda Tel Aviv        | 1       | 3      | 1989–90 |
| Beitar Tel Aviv             | 1       | 2      | 1944–45 |
| Hapoel Ramat Gan            | 1       | 1      | 1963–64 |
| Hapoel Haifa                | 1       | 1      | 1998–99 |
| Ironi Kiryat Shmona         | 1       | 1      | 2011–12 |
| Cảnh sát Anh                | 1       | —      | 1931–32 |
| Hapoel Kfar Saba            | 1       | —      | 1981–82 |
| Maccabi Petah Tikva         | —       | 3      | – |
| Maccabi Jaffa               | —       | 3      | – |
| Maccabi Rehovot             | —       | 2      | – |
| Shimshon Tel Aviv           | —       | 2      | – |
| Maccabi Jerusalem           | —       | 1      | – |
| Hakoah Tel Aviv             | —       | 1      | – |
| Maccabi Rishon LeZion       | —       | 1      | – |

Tỷ lệ (%)